# Bataille d'Anchialos (917)
Pour les articles homonymes, voir Bataille d'Anchialos (homonymie).
Guerres byzantino-bulgares
Batailles
- Ongal (680)
- Anchialos (708)
- Marcellae (756)
- Lithosoria (774)
- Marcellae (792)
- Serdica (809)
- Pliska (811)
- Versinikia (813)
- Mesembria
- Guerre de 894 - 896
  - Bulgarophygon
- Guerre de 913 - 927
  - Anchialos (917)
  - Pegae (921)
- Guerre de 970 - 1018
  - Portes de Trajan (986)
  - Thessalonique (995)
  - Passe de Kleidion (1014)
  - Bitola (1015)
- Ostrovo (1040)
- Klokotnica (1230)
- Andrinople (1254)
- Devina (1279)
- Skafida (1304)
- Rusokastro (1332)

La troisième bataille d'Anchialos opposa le 20 août 917, les forces de l'armée byzantine commandées par Romain Ier Lécapène, Léon Phocas et Jean Bogas à celles de l'empereur Siméon Ier de Bulgarie sur les rivages de la mer Noire autour de cette ville (aujourd'hui Pomorie en Bulgarie). Elle se termina par une victoire bulgare au terme de laquelle Siméon se rendit à Constantinople où il fut couronné une deuxième fois comme « tsar ».

## Prélude

La Bulgarie sous le règne de Siméon Ier, avec la bataille d'Anchialos.

À la suite de la victoire bulgare lors de la guerre byzantino-bulgare de 894-896 les Byzantins furent obligés de payer tribut à leur tzar Siméon en échange de la paix. En 912 quand l'empereur byzantin Léon VI meurt, son frère Alexandre refuse de payer le tribut aux Bulgares et Siméon y voit une occasion de lancer une nouvelle guerre lui permettant de conquérir Constantinople. Alexandre meurt la même année et le nouveau gouvernement, suivant les conseils du patriarche orthodoxe Nikolaos Mystikos propose, pour préserver la paix, que l'empereur encore enfant Constantin VII épouse une fille de Siméon.
Mais en 914, la nouvelle régente Zoé Carbonopsina, mère de Constantin, rejette ce mariage. Pour réponse, les Bulgares entrent en Thrace orientale, dont la population, alors grecque, accepte de reconnaître Siméon comme nouvel empereur. En septembre 914, les Bulgares prennent Andrinople (aujourd'hui Edirne en Turquie),,, alors que l'armée byzantine était aux prises avec les Arabes sur les frontières orientales de l'Empire. L'année suivante, les armées bulgares attaquent les thèmes de Salonique et, sur la côte adriatique, de Dyrracheion (aujourd'hui Durrës en Albanie).

## Préparatifs de la bataille
Pour vaincre les Bulgares, l'impératrice Zoé fait la paix avec les Arabes et ramène en Europe l'armée entière de l'Est, et des troupes d'Italie. Les Byzantins se cherchent aussi des alliés et envoient des émissaires en Hongrie, en Serbie et chez les Petchenègues. Mais Siméon, au courant des manœuvres de la diplomatie byzantine, cherche à renverser les alliances à son profit et les Byzantins sont forcés de le combattre seuls.

## L'armée byzantine
En 917, l'Empire byzantin avait stabilisé ses frontières orientales, et les généraux Jean Bogas et Léon Phocas pouvaient ainsi bénéficier des troupes des thèmes orientaux et des renforts d'Italie, peut-être 25 000 hommes. Pour l'époque c'était une énorme armée et son but était l'élimination finale de la menace bulgare dans les Balkans. Le moral de l'armée était bon, car les légionnaires avaient reçu leur solde à l'avance.
Une flotte commandée par le futur empereur Romain Ier Lécapène fut placée quant à elle aux bouches du Danube. Les Byzantins tentèrent de payer des tribus pétchénègues du bas-Danube pour les rallier à la cause grecque. Mais leurs exigences amenèrent Romain Lecapène à leur refuser la traversée le Danube, et les Pétchénègues attaquèrent alors pour eux-mêmes le territoire bulgare situé au nord du fleuve (actuelle Valachie, aujourd'hui en Roumanie).

## L'armée bulgare
Les Bulgares disposent sous Siméon Ier d'une armée de 70 000 hommes. Bien que les diplomates bulgares eussent réussi à empêcher les tentatives d'alliances byzantines avec les Pétchénègues, les Hongrois et les Serbes, Siméon craignait toujours, à juste titre, une intervention hongroise ou pétchénègue au nord. Pour parer cette éventuelle menace, il envoya deux petites armées sur les frontières nord de la Bulgarie, dans la région bosniaque et à la frontière serbe, ainsi qu'une flotte dans le golfe Borysthénique.

## La bataille

Déroulement de la bataille d'Anchialos.

L'armée byzantine se dirigea vers le nord et plaça son camp à proximité de la forteresse d'Anchialos. Léon Phocas avait prévu de prendre la Mésie et de faire sa jonction avec l'armée pétchénègue et celle de Romain Lecapène en Paristrie. Siméon a vite concentré son armée aux alentours de la forteresse. Le matin du 20 août 917, la bataille entre les Bulgares et Byzantins commença aux alentours de la rivière Acheloos (près du village moderne d'Acheloi, à 8 kilomètres au nord de la ville d'Anchialos (aujourd'hui Pomorie)). Les généraux byzantins projetèrent de déborder l'aile droite bulgare afin d'obliger Siméon à ramener ses troupes qui gardaient les cols des monts Hæmos. Les Bulgares concentrèrent le gros de leurs forces sur leurs deux ailes, le centre étant relativement faible, afin d'encercler l'ennemi. Siméon lui-même posta de grandes réserves de cavalerie cachées derrière les collines, qui devaient porter le coup décisif. L'attaque byzantine fut vive et obligea très vite les Bulgares à battre en retraite. La cavalerie byzantine chargea l'infanterie bulgare au centre, tuant beaucoup de soldats bulgares. La position des Bulgares devint vite désespérée car ils ne pouvaient plus tenir les rives sud de la rivière, alors ils firent retraite vers le nord. Exaltés, les Byzantins se mirent à poursuivre les Bulgares et leurs formations de combat se disloquèrent. La bataille qui s'ensuivit fut furieuse. Le moment décisif vint quand les corps de cavalerie bulgare tenus en réserve et menés par Siméon attaquèrent l'aile gauche byzantine par derrière les collines. Très vite les combattants byzantins, surpris, se replièrent précipitamment. Certains Byzantins ont essayé de repousser la cavalerie mais ils furent simultanément attaqués par l'infanterie adverse. Le tsar Siméon a personnellement participé au combat, son cheval blanc fut tué lors de la bataille. La fuite des Byzantins fut complètement chaotique, la plupart étant tués par les Bulgares. Léon Phocas se sauva à Messembrie (aujourd'hui Nessebar en Bulgarie), cependant beaucoup de gradés subalternes byzantins périrent lors de la bataille. Vers la fin du jour les Bulgares prirent Messembria, Léon Phocas se sauvant alors en bateau. On estime qu'approximativement 70 000 soldats byzantins sont morts dans cette bataille. L'historien byzantin Léon le Diacre écrit que 75 ans après cette catastrophe militaire, le champ près d'Anchialos était encore couvert de dizaines de milliers de squelettes. Avec un total de 90 000 morts, la bataille fut parmi les plus sanglantes de l'histoire médiévale et quelques historiens se réfèrent à elle comme étant la « bataille du siècle ».

## Conséquence
Le reste de l'armée byzantine s'est échappé en direction de Constantinople, poursuivi par les Bulgares. Plusieurs jours plus tard, Phocas fut de nouveau battu à la Katasyrtai. Le chemin vers Constantinople était libre pour les Bulgares,. Les Byzantins proposèrent alors un traité et Siméon entra pacifiquement, en invité, dans la capitale impériale où il fut couronné une deuxième fois Tsar. Il reçut de plus le titre de César des mains du patriarche de Constantinople. Siméon a alors exigé le mariage de sa fille avec Constantin VII, le fils de l'impératrice Zoé, mais celle-ci refusa et s'allia avec la Hongrie et la Serbie. Toutefois en août 918, l'amiral Romain Lécapène déposa Zoé et l'exila dans un monastère, puis se proclama empereur. L'alliance avec la Serbie obligea Siméon à amener ses armées plus au nord où il battit l'armée serbe et captura son chef. 
Cependant, cette bataille permit aux Byzantins de se défaire de la présence bulgare.

## Signification de la bataille
La bataille d'Anchialos fut l'une des batailles les plus importantes pour la Bulgarie. Elle a fixé le titre impérial des tsars bulgares pour les siècles à venir et fut une énorme humiliation pour l'Empire byzantin. La bataille a ainsi fixé la survie de la nation bulgare, son ennemi byzantin n'ayant pas réussi à la vaincre avec une armée de 25 000 hommes.

### Sources
- Theophanes Continuatus, The Byzantine Attack on Bulgaria, AD 917, Theophanes Continuatus, ed. Bekker, p. 388-90.
- John Skylitzes, Synopsis Historion, translated by Paul Stephenson.
- Васил Н. Златарски, История на българската държава през средните векове, Част I, II изд., Наука и изкуство, София, 1970.
- Атанас Пейчев и колектив, 1300 години на стража, Военно издателство, София, 1984.
- Йордан Андреев, Милчо Лалков, Българските ханове и царе, Велико Търново, 1996.
- (en) John Haldon, Warfare, State and Society in the Byzantine World, 565-1204, Londres, Routledge, 1999, poche (ISBN 978-1-85728-495-9, LCCN 00501749).
- (en) John Haldon, The Byzantine Wars, The History Press, 2008.
- (en) Paul Stephenson, Byzantium’s Balkan Frontier : A Political Study of the Northern Balkans, 900-1204, Cambridge, Cambridge University Press, 2004 (ISBN 978-0-511-03402-2).